# KTC
KTC d.d. hrvatska je obiteljska tvrtka u vlasništvu Ivana Katavića, koja ima lanac trgovina uz druge djelatnosti. Sjedište je u Križevcima. Tvrtka posluje više od 30 godina u 26 gradova i zapošljava više od 1500 djelatnika, uglavnom u središnjoj Hrvatskoj.
KTC je nastao 1992. godine, a trgovački centar u Križevcima, kao prvi u nizu, svoja vrata otvorio je u listopadu 1994. godine. Uz trgovinu (supermarketi, poljoljekarne i benzinske postaje) KTC se bavi i ugostiteljstvom (restorani, catering, svadbene svečanosti) i turizmom (na Makarskoj rivijeri).
Hrvatsko udruženje menadžera i poduzetnika CROMA proglasilo je Daliborku Kranjčić, članicu Upravnog odbora i glavnu izvršnu direktoricu tvrtke KTC, menadžerom godine za 2017. godinu u kategoriji velikih poduzeća. KTC od 2017. godine ne radi nedjeljom i blagdanima.
KTC sponzorira istoimeni rukometni klub KTC Križevci. Od sezone 2022./23. klub se natječe u Premijer ligi. 